# Barinas (delstat)

Delstatens läge i Venezuela.

Barinas flagga

Barinas är en delstat i västra Venezuela. Befolkningen uppgick till 772 734 invånare år 2008, på en yta av 37 731 kvadratkilometer. Den administrativa huvudorten är Barinas. Bergskedjan Cordillera de Mérida sträcker sig längs Barinas' nordvästra gräns, och floden Apure utgör delstatens södra gräns.
Delstaten skapades 1937.

## Administrativ indelning
Delstaten är indelad i 12 kommuner, municipios, som vidare är indelade i 52 socknar, parroquias. 
Kommuner (med huvudort inom parentes):
- Alberto Arvelo Torrealba (Sabaneta)
- Antonio José de Sucre (Socopó)
- Arismendi (Arismendi)
- Barinas (Barinas)
- Bolívar (Barinitas)
- Cruz Paredes (Barrancas)
- Ezequiel Zamora (Santa Bárbara)
- Obispos (Obispos)
- Pedraza (Ciudad Bolivia)
- Rojas (Libertad)
- Sosa (Ciudad de Nutrias)
- Andrés Eloy Blanco (El Cantón)